# Nigmat Aszurow
Nigmat Aszurow (ros. Нигмат Ашуров, ur. 1904 w kiszłaku Machrami w obwodzie fergańskim, zm. 1973 w Duszanbe) – radziecki działacz państwowy i partyjny.

## Życiorys
Początkowo był nauczycielem i dyrektorem szkoły w Tadżyckiej ASRR/Tadżyckiej SRR, od 1927 należał do WKP(b), 1930–1934 studiował w Środkowoazjatyckim Uniwersytecie Komunistycznym, 1934–1935 był zastępcą sekretarza rejonowego komitetu Komunistycznej Partii (bolszewików) Tadżykistanu w Kulabie. W latach 1935–1937 był zastępcą dyrektora stanicy maszynowo-traktorowej w Tadżyckiej SRR, 1937–1938 I sekretarzem rejonowego komitetu KP(b)T, 1938–1940 II sekretarzem KC KP(b)T, a od 13 lipca 1938 przewodniczącym Prezydium Rady Najwyższej Tadżyckiej SRR. W latach 1940–1941 był słuchaczem Wyższej Szkoły Organizatorów Partyjnych przy KC WKP(b), od 20 marca 1941 do 1942 sekretarzem KC KP(b)T ds. przemysłu i transportu, a 1942–1945 III sekretarzem KC KP(b)T. Od 1945 do stycznia 1947 był I sekretarzem Kurgan-Tiubińskiego Komitetu Obwodowego KP(b)T, 1947–1949 słuchaczem Wyższej Szkoły Partyjnej przy KC WKP(b), 1949–1950 I sekretarzem Górsko-Badachszańskiego Komitetu Obwodowego KP(b)T, 1950–1953 ministrem przemysłu mięsnego i mleczarskiego Tadżyckiej SRR, a 1953–1954 ministrem gospodarki komunalnej Tadżyckiej SRR.

## Odznaczenia
- Order Lenina (17 października 1939)
- Order Czerwonego Sztandaru Pracy (dwukrotnie)
- Order „Znak Honoru”

I 2 medale.